# Zinkminenmuseum Sauda

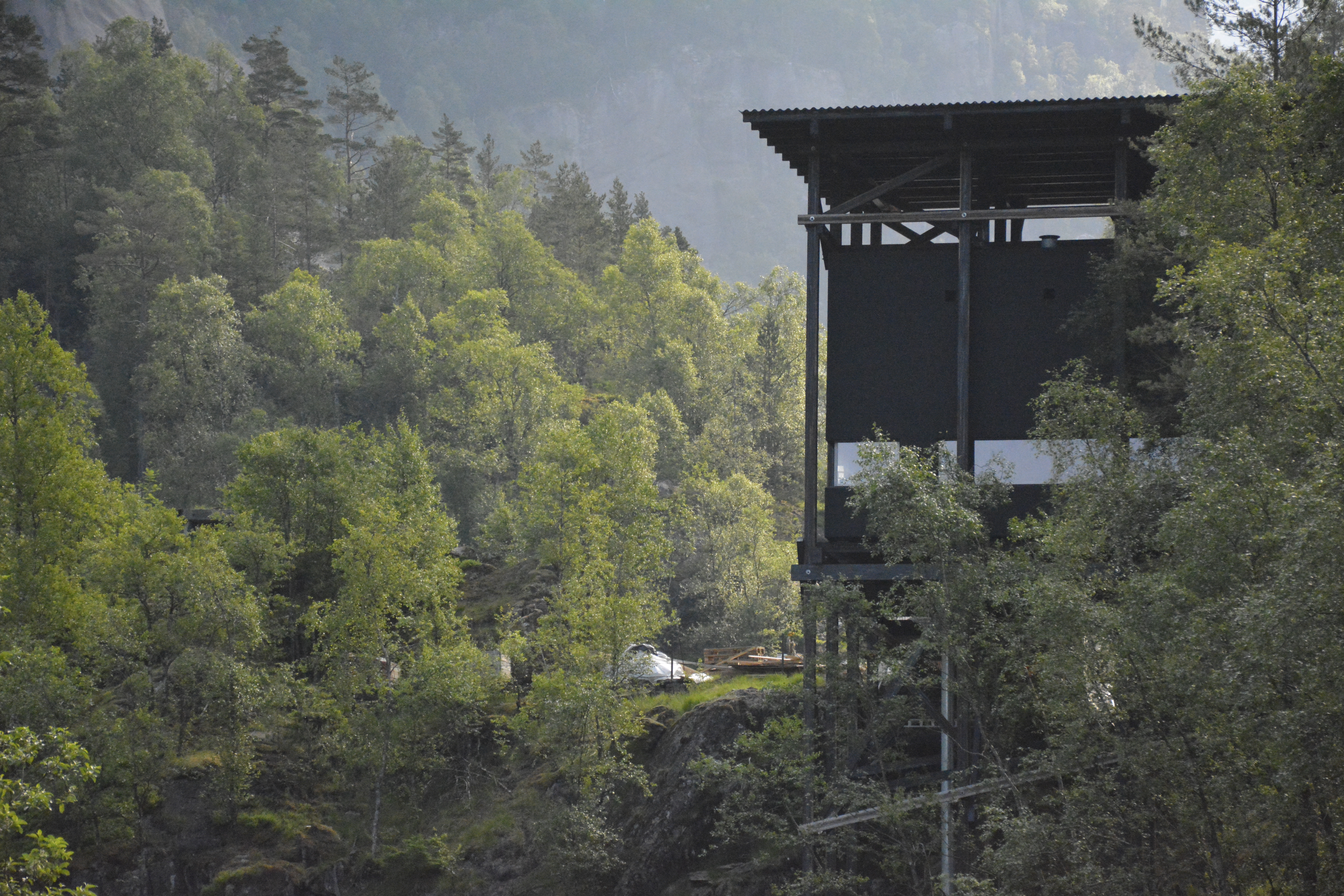
Grubencafé

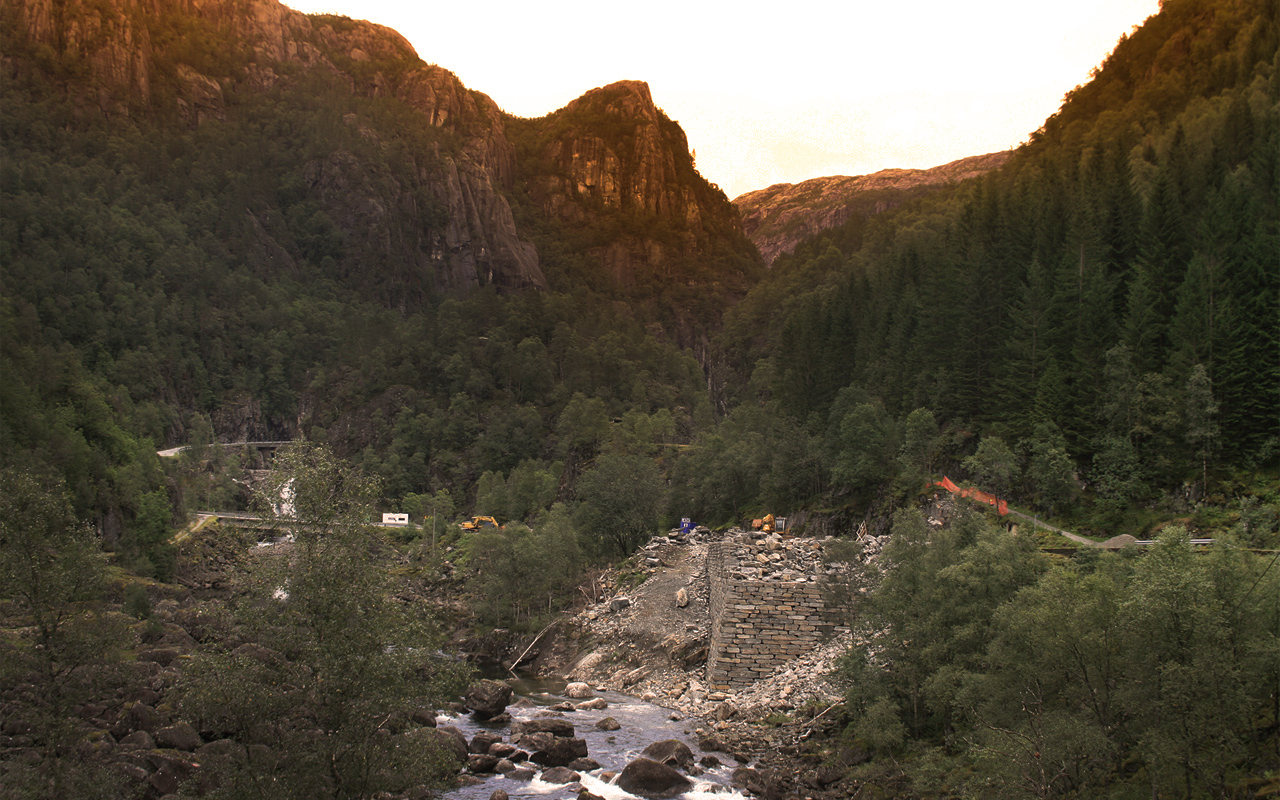
Parkplatz in der Bauphase (2010)

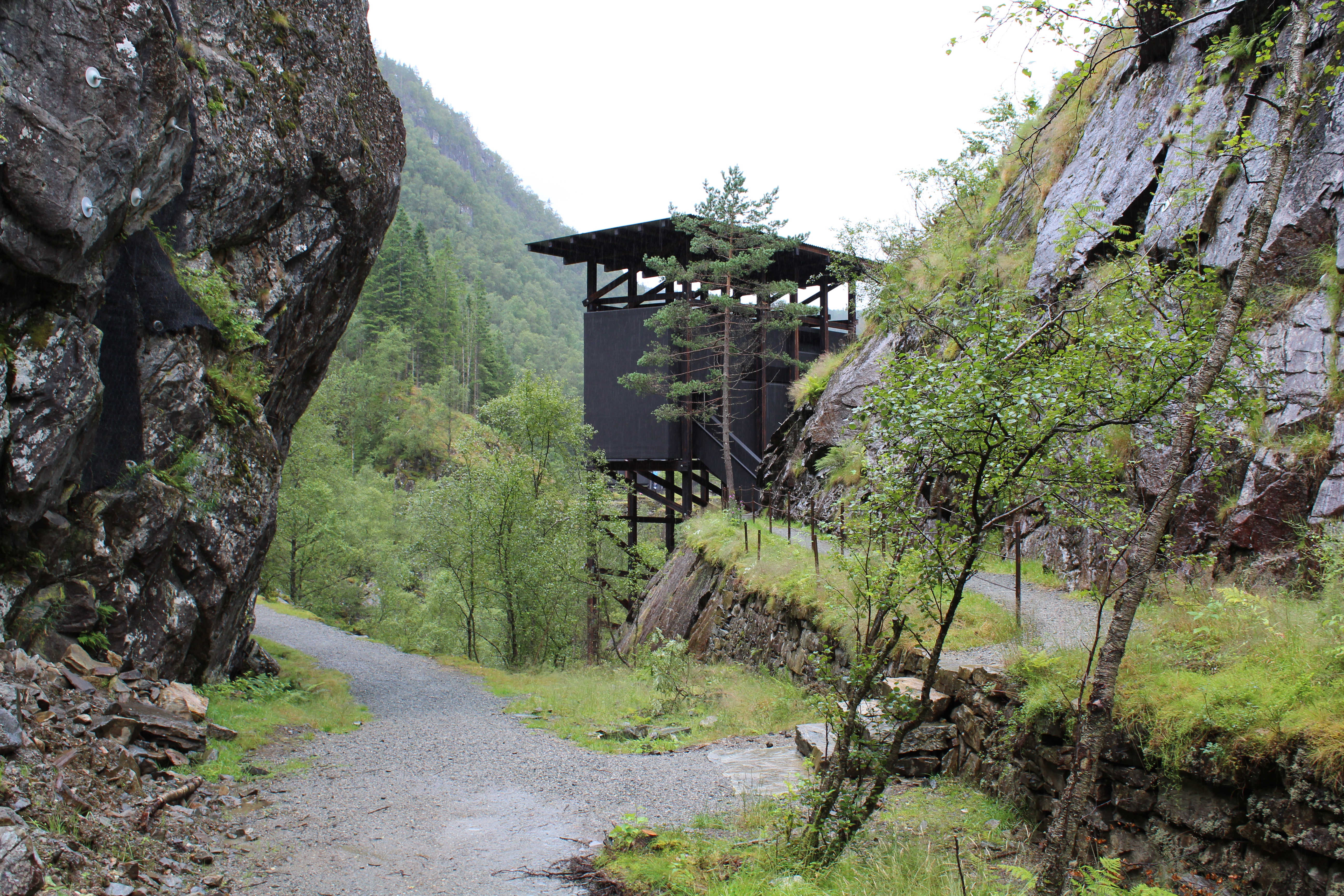
Zinkminenmuseum Sauda

Das norwegische Zinkminenmuseum Sauda in der Allmannajuvet (deutsch die öffentliche Schlucht) in Sauda wurde vom Architekten Peter Zumthor, der auch das Hexenmahnmal in Vardø geschaffen hat, von 2003 bis 2012 entworfen und von 2012 bis 2016 errichtet.

## Lage
Die Schlucht befindet sich in der norwegischen Landschaft Ryfylke in einem ländlichen Waldgebiet entlang des Fylkesvei 520 zwischen der Kommune Sauda und dem Dorf Hellandsbygd im Fylke Rogaland. Das Ensemble aus drei Gebäuden ist eine Raststätte an der Straße, die im Rahmen der Norwegischen Landschaftsroute Ryfylke gebaut wurde.

## Geschichte
Die erste Entdeckung von Erz in Sauda wurde am 2. Oktober 1881 nachgewiesen.
Von 1882 bis 1899 wurde in den Minen in der Schlucht unter einfachsten Bedingungen durch die Sauda Grubekompani Zink abgebaut. Bis zu 160 Personen waren mit der Arbeit beschäftigt, wobei auch schwedische Eisenbahnarbeiter und finnische Bergleute in der Grube arbeiteten. Nachdem das Erz gewaschen war, wurde es
mit Pferden zum Hafen nach Sauda transportiert, um von dort aus weiter verschifft zu werden. Die Pferde trugen 100 Kilo Erz, während die Pferdeführer weitere 25 Kilo transportierten. In dieser Zeit haben die Minenarbeiter und Lasttiere 12.000 Tonnern Zinkerz für die Schwerindustrie, die zu diesem Zeitpunkt stark wuchs, gefördert und transportiert.
Die Grube gehörte zuerst der Sauda Grubekompani und wurde 1887 an die englische Firma The Norwegian Zink Co. Ltd. verkauft. Später übernahm C. D. Gilbert die Grube, der sie Ende 1889 schloss.

## Architektur

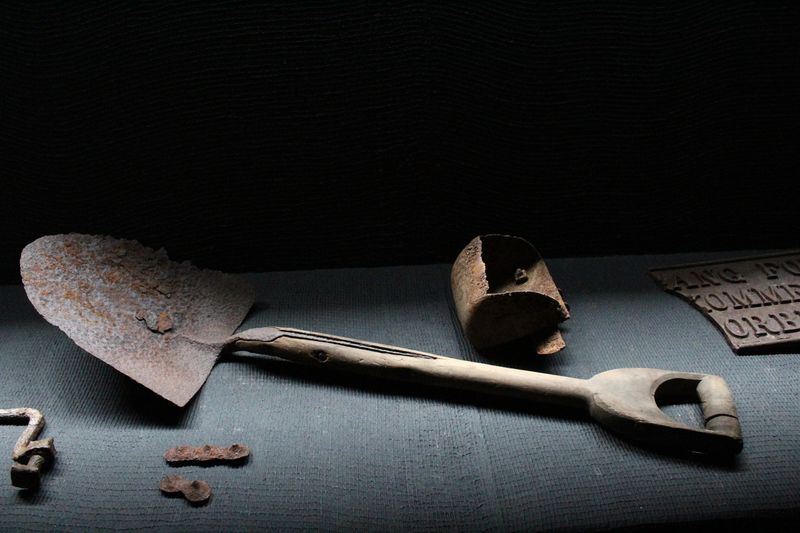
Grubenmuseum

Die Gebäude, das Servicegebäude am Rastplatz, das Grubencafé, ein Schutzdach vor dem Grubeneingang und das Grubenmuseum stehen auf Holzstelzen. Ein gewelltes Zinkdach, das vor Wettereinflüssen schützt, verbindet die Gebäude miteinander. Die Gebäude erinnern an die einfachen Hütten, welche von den Arbeitern bewohnt wurden.

### Servicegebäude
Um den Parkplatz am Hang anzulegen, wurde eine 18 Meter hohe Mauer aus Naturstein, der farblich dem Felsen der Umgebung entspricht, errichtet. Das längliche Servicegebäude ist mit einer Holzbalkenkonstruktion an die Mauer gebaut.

### Grubencafé
Das Grubencafé ist im Sommer für Touristen geöffnet und steht im ganzen Jahr der einheimischen Bevölkerung zur Verfügung.

### Grubenmuseum
Das Museum besteht aus einem Ausstellungsraum, in dem verschiedene Fundstücke und Dokumente über die Arbeit in der Mine zu finden sind. Dadurch soll die fast vergessene Geschichte der Zinkmine wieder in Erinnerung gerufen werden.

## Kosten
Die Einrichtungen haben rund 175 Mio. NOK gekostet. Es wird mit jährlich 10.000 Besuchern gerechnet.

## Zukunft
Die Zinkmine selbst ist geschlossen. Teile des Weges wurden durch Erdrutsche zerstört. Der Pfad muss gesichert und instand gesetzt werden, einschließlich zweier neuer Brücken. Diese Arbeit werden ungefähr sechs Mio. NOK kosten. 2017 wurde das Projekt für den Architekturpreis 2017 vorgeschlagen, den jedoch ein anderes Bauwerk gewann.